# New Melle
New Melle est une ville du comté de Saint Charles, dans le Missouri, aux États-Unis,. Située au centre-ouest du comté, elle est fondée vers 1850 et baptisée en référence à Melle (Allemagne). Elle est incorporée en 1978.

## Démographie
Lors du recensement de 2010, la ville comptait une population de 475 habitants. Elle est estimée, en 2016, à 495 habitants.

### Source de la traduction
- (en) Cet article est partiellement ou en totalité issu de l’article de Wikipédia en anglais intitulé « New Melle, Missouri » (voir la liste des auteurs).